# Cormésio da Bulgária
Cormésio da Bulgária (em búlgaro: Кормесий; em grego medieval: Κορμέσιος; romaniz.: Kormésios; em latim: Cormesius) foi um cã búlgaro da primeira metade do século VIII. Os cronistas ocidentais nomeiam Cormésio como "o terceiro governante dos búlgaros" e ele é, por vezes, considerado como o sucessor direto de Tervel.

## História
A Nominalia dos Cãs da Bulgária (Imennik) tem traços de dois registros danificados entre as entradas de Tervel e de Sevar. O segundo destes nomes perdidos é geralmente entendido como sendo o de Cormésio. De acordo com a Nominalia, Cormésio  teria reinado por 28 anos e era um descendente do clã real dos Dulo. De acordo com a cronologia desenvolvida por Moskov, Cormésio teria reinado no período entre 715 e 721 e o período muito maior que aparece na Nominalia seria uma indicação de sua idade (e não de seu reinado) ou incluiria um período de co-governo com seus predecessores. Outros cronologistas data o reinado de Cormésio como tendo sido entre 721 e 738, mas nada disso se concilia com a Nominalia.
O nome de Cormésio aparece relacionado aos eventos que levaram à assinatura do tratado de paz firmado entre a Bulgária e o Império Bizantino entre 715 e 717 - a cronologia se baseia fortemente nos nomes dos imperadores e patriarcas envolvidos - pois a única fonte é o cronista bizantino Teófanes, o Confessor. De acordo com ele, o tratado foi assinado por Cormésio na posição de governante dos búlgaros, o que contradiz uma afirmação do próprio Teófanes em outro ponto de seu relato, de que Tervel seria ainda o governante búlgaro em 718-719. Ou uma ou outra frase de Teófanes deve estar errada. Porém, pode-se assumir que Cormésio compartilhava de alguma forma o trono com Tervel e que ele teria assinado o tratado na função de co-governante. O nome de Cormésio também aparece, segundo alguns acadêmicos, nas proximidades da escultura do Cavaleiro de Madara, um patrimônio mundial datado da época de Tervel. A parte sobrevivente do texto trataria, segundo eles, de um tributo anual em ouro que Cormésio recebeu do imperador bizantino: em outras palavras, o tratado de paz teria sido reconfirmado durante seu governo. O final da inscrição menciona uma piora nas relações com o Império Bizantino. Porém, é possível também que esta inscrição seja uma referência a governantes posteriores como Cormiso ou Crum.
A compilação do século XVII dos búlgaros do Volga, Ja'far Tarikh, uma obra cuja autenticidade é disputada, apresenta Kermes (Cormésio) como sendo filho de Tarvil (Tervel) e como sucessor do irmão dele, Ajjar, que é desconhecido fora deste contexto e que pode ser o primeiro dos nomes perdidos na Nominália. A Ja'far Tarikh alega que Kermes fora deposto pelos nobres e substituído pelo seu filho Sevar.
Cormésio não é mencionado em nenhum outro contexto. O fato de não haver registros de uma guerra entre búlgaros e bizantinos durante seu reinado, porém, implica que ele teria apoiado a paz entre os dois reinos.